# Skladenjska podstava
Skladenjska podstava (SPo) je besedna zveza, katere predmetno in slovničnopomenske sestavine so pretvorljive v tvorjenko. Besedna zveza mora biti pomensko precej splošna in slovnično preprosta. Vsebovati mora samo tiste prvine, ki jih nato vsebuje tvorjena beseda. 
V slovenskem skladenjskem besedotvorju je Ada Vidovič Muha prva utemeljila termin skladenjska podstava in ga podala kot primernejšega od termina govorna podstava Jožeta Toporišiča. 
Skladenjsko podstavo deli na priredno, ki sestoji iz več jeder (ruski in slovenski ← rusko-slovenski), in na podredno, ki je sestavljena iz jedra in določila (to, s čimer se dviga ← dvigalo).

### Sestava skladenjske podstave
Skladenjska podstava je sestavljena iz jedra ali iz jedra in njemu dodane lastnosti. Jedro lahko opazujemo s pomenske in besedovrstne plati. 
Pomenski vidik deli jedra na abstraktna in konkretna. Abstraktna jedra so nedoločna in splošna. Njihov pojmovni pomen izražamo z besedami za:
- bitje ( tisti, ki dela ← delavec);
- predmet ( to, kar zdravi ← zdravilo);
- naprava ( to, s čimer sesamo ← sesalec);
- kraj ( tam, kjer krožimo ← krožišče);
- čas ( tedaj, ko padajo listi ← listopad);
- dejanje ( to, da se zdravimo ← zdravljenje);
- lastnost ( tak, ki je dolgih las ← dolgolas).

Abstraktna jedra so pogosto zaimenska: zdravnik → ta, ki zdravi.
Konkretna jedra so posamezna in določna. Njihov predmetni pomen pa izražamo z natančnim poimenovanjem bitij, stvari, dejanj: več jelenov ← jelenjad.
Besedovrstni vidik skladenjsko podstavo lahko tvori iz:
- samostalniške besede (to kar je pri tleh ← pritličje);
- pridevniške besede (tak, ki je od Mojce ← Mojčin);
- glagola (večkrat kihniti ← kihati);
- prislova (tja, kjer je dom ← domov).

### Tvorjenje
Zapisovanje tvorjenke: če je tvorjenka nastala iz priredno zložene skladenjske podstave, priredno razmerje zaznamujemo z vezajem (nemško-slovenski). Če pa je nastala iz podredno zložene skladenjske podstave, pa pišemo vse njene sestavine skupaj (plesalec, zobotrebec), razen, ko je prva sestavina iz števk ali velikih črk.
Izpeljevanje je pretvarjanje skladenjske podstave v besedo s priponskim/desnim obrazilo. V skladenjski podstavo je ena predmetno pomenska beseda (navadne izpeljanke), lahko pa tudi količinska pridevniška beseda ali pa lastnostni pridevnik (modificirane izpeljanke). 
ta, ki pleše ← plesalec; majhna miza ← mizica; to, kar gre čez ocean ← čezoceanka
Pri izpeljavi glagolov, se namesto zaimka pojavlja glagolski primitiv. Gre za glagole, ki so pomensko bolj široki (delati, biti, dati, postati, imeti). Ti glagoli se pri pretvorbenem postopku obnašajo enako kot zaimki; pretvarjajo se v pripono ali priponsko obrazilo: plužiti ← delati s plugom; biti kralj ← kraljevati; dati etiketo ← etiketirati itd.

Zlaganje je pretvarjanje skladenjske podstave v besedo z medponskim/vmesnim obrazilom. Pri medponsko-priponskih zloženkah sta v prilastkovem odvisniku SPo dve predmetnopomenski besedi v neposredno predvidljivem skladenjskem razmerju (bacilonosec ← tisti, ki nosi bacile). Pri medponskoobrazilnih zloženkah pa je v skladenjski podstavi medponskega morfema samo slovnični pomen (avtogaraža ← garaža za avto). 
tak, ki ljubi resnico ← resnicoljuben; 
ličar za avto ← avtoličar

Sestavljanje je pretvarjanje skladenjske podstave v besedo s priponskim/levim obrazilo. V skladenjski podstavi je vrstni pridevnik, ki s samostalniškim jedrom tvori stalno besedno zvezo. Izraža hierarhično ali časovno razsežnost. 
višji učitelj ← nadučitelj; 
preveč dober ← predober
Glede na strukturo skladenjske podstavek glagolov so sestavljenke preproste in jih na podlagi predponskega obrazila delimo na dva tipa:
- obrazilo odraža samo faznost glagolskega dejanja; SPo ← [F]Glag, pri čemer je F faznost (začetnost, končnost, trenutnost): začeti bati se ← zbati se, končati rasti ← zrasti, enkrat krasti ← ukrasti;
- ali pa je še kak drug prislov; globinsko strukturo skladenjske podstave glagolov, ki poleg faznosti izražajo še kak dodatni prislovni pomen: bosti skozi ← prebosti, delati drugače ← predelati.